# Municipio de Pike (Kansas)
El municipio de Pike (en inglés: Pike Township) es un municipio ubicado en el condado de Lyon en el estado estadounidense de Kansas. En el año 2010 tenía una población de 1034 habitantes y una densidad poblacional de 7,38 personas por km².

## Geografía
El municipio de Pike se encuentra ubicado en las coordenadas 38°23′8″N 96°17′54″O / 38.38556, -96.29833. Según la Oficina del Censo de los Estados Unidos, el municipio tiene una superficie total de 140.05 km², de la cual 138,72 km² corresponden a tierra firme y (0,95 %) 1,33 km² es agua.

## Demografía
Según el censo de 2010, había 1034 personas residiendo en el municipio de Pike. La densidad de población era de 7,38 hab./km². De los 1034 habitantes, el municipio de Pike estaba compuesto por el 86,65 % blancos, el 0,97 % eran afroamericanos, el 1,06 % eran amerindios, el 0,1 % eran isleños del Pacífico, el 8,99 % eran de otras razas y el 2,22 % eran de una mezcla de razas. Del total de la población el 15,86 % eran hispanos o latinos de cualquier raza.